# ラリー・ウィルコックス
ラリー・ウィルコックス（Larry Wilcox, 1947年 - ）はアメリカ合衆国の俳優、プロデューサー、起業家。テレビドラマ、テレビ映画を中心に活躍し、代表作に1970〜80年代に放送された「白バイ野郎ジョン&パンチ」がある。

## 略歴

### 幼少期〜学生時代
1947年8月8日、カリフォルニア州サンディエゴで生まれた。幼いころに両親が離婚し、母親と3人の兄弟と共にワイオミング州ローリンズに祖父の家に移り住んだ。生活はあまり豊かではなく、14歳で農場やガソリンスタンド、ユニオンパシフィック鉄道の通信使などの仕事をした。
ワイオミング大学に進学したが、音楽の道に進もうと2年目からロサンゼルス・ピアースカレッジに転入学し、ここで演劇を薦められ俳優の職を考えるようになった。大学生だった1966年、ワイオミングに住む実姉が夫に殺害されるというショッキングな事件が起き、家族がいるワイオミングに戻った。
1967年5月、19歳で海兵隊に志願しベトナム戦争に3年間出兵。海兵隊に6年在籍したあと軍曹の地位で名誉除隊した。

### 俳優・プロデューサーの活動
卒業後はテレビCM等の仕事をしていたが、24歳で「黒人教師ディックス」の1エピソードでデビューした。1973年に「名犬ラッシー」(1954年から19シーズン続いたうちの最終シーズン)で300人の中からレギュラーに選ばれた。
1977年、「白バイ野郎ジョン&パンチ」で主人公ジョン役に抜擢され彼の代表作となる。大ヒットするが相棒役のエリック・エストラーダとの関係がうまくいかずシーズン5で降板した。
その後すぐ「特捜刑事マイアミ・バイス」のオファーを受けた。そのときの様子をインタビューで語っている。
マイケル・マンから連絡があり、新しい刑事ドラマの主演を何人かテストをしているが満足のいく俳優が見つからないんだ。きみはやってみたいか？と言われた。
もちろんだと快諾しオーディションを受けた。すると次に「相性が良さそうな俳優を探してくれ」と言うので、私は他の俳優たちと組んで様々なスクリーンテストを行なった。プロデューサーたちは「ようやくいい俳優が見つかった」と言い、NBC社長のブランドン・タルティコフも「主演はウィルコックスだ」と喜んでいた。私は彼らの言葉を聞いて安堵し、次は映画出演だ、などと自惚れてしまった。
ところがクリスマスの前日、主演はドン・ジョンソンに決まったと知らされた。あとで聞いた話しでは、クリエイターのアンソニー・ヤーコヴィックは最初からドンを考えていたらしい。これまでの褒め言葉はすべて嘘だったのか、ドンの相棒を探すために利用されたのだろうか、いや単にドンのほうが優れてたのか・・・動揺と落胆の中で様々な疑念が渦巻いた。でも結果的に彼らの選択は正しかったんだ。
※ソニー・クロケットのオーディション映像
また「フルメタル・ジャケット」(1987)のオーディションに合格したのだが、自分を”アーティスト”と錯覚し出演料を理由に断ってしまった。あの映画に出演していたらその後のキャリアが変わったかもしれないと後悔しているという。

### 起業と失敗
1980年頃にウィルコックスプロダクションを設立し、テレビシリーズ「レイ・ブラッドベリSF怪奇劇場」などを制作した。1990年代中頃に製薬会社のTeam Elite、1999年にブロードバンド通信会社のMedia Coreを経営していた記録がある。
1999年にはUC HUB Group inc.を創設し、ラスベガスを拠点に石油・天然ガスの採掘、鉱石の採掘や販売、ブロードバンドなどの事業に着手した。しかし業績は思わしくなく、自社株を投資家に買わせて株価を上昇させその引き換えに謝礼を受け取るという投資詐欺を行い、2010年にFBIのおとり捜査で逮捕された。ウィルコックスは司法取引に応じ共犯者2名の逮捕に協力した。
裁判で執行猶予3年と500時間の奉仕活動の判決が言い渡されると、5人の子供たちの養育費が払えなかったと涙を流して謝罪したと伝えられている。その後自ら率先して1000時間を超える奉仕活動を行なった。その後UC HUBグループの負債総額は450万ドルに膨れ上がり破産した。
2017年頃のインタビューによると"CHiPs”をリメイクしようと権利を取得したが実現しなかった。また小さな制作会社を起ち上げフランク・キャプラのような作品を現代風にアレンジした映画を作ってみたいと夢を語っている。

## 白バイ野郎ジョン＆パンチ
1977年に始まった「白バイ野郎ジョン＆パンチ」”CHiPs"は世界100か国以上で放映され、ピーク時の出演料は1エピソードあたり2万5千ドルにもなった。
健全な警察ドラマとして多くの国で親しまれたが、シーズン2が始まるころから相棒パンチ役のエリック・エストラーダとの不仲説が広まった。実際に、エストラーダは自分の誕生日パーティーや結婚式にウィルコックスを招待せず、その4か月後にウィルコックスが結婚式を挙げるがエストラーダを招待しなかった。エストラーダの人気が上昇するとますます亀裂は深まりシーズン5を最後に降板した。
だが10年が過ぎ、「ローデッド・ウェポン1」(1993)、「帰ってきた!!白バイ野郎ジョン＆パンチ」(1998)の2作品で共演したのをきっかけに、年に数回ほど連絡を取り合う仲になった。
2017年にリブートされた映画「チップス 白バイ野郎ジョン&パンチ再起動!?」 ”CHiPs the Movie” はテレビとは全く趣きの異なる作品で、2人とも否定的なコメントを発信した。往年のファンによる酷評も多くみられる。しかしながらエストラーダだけが救急隊員の役でカメオ出演し、ワールドプレミアにも招待されている。
2018年頃のインタビューで、エストラーダとは冗談を言い合える仲になったと話している。“CHiPs”の人気は健在で、各地で開催されるチャリティイベントに積極的に参加している。

## プライベート

### 趣味
乗馬、モーターサイクル、BMX、レースカー、ジェットスキーなどスポーツ方面での多彩な趣味を持つ。プロのロデオカウボーイ協会の会員であり、パイロットの資格を持ち、”Wilcox BMX Actionline”というBMXチームを結成し競技に参加したこともある。
1981年にユタ州のボンネビル・ソルトフラッツスピードウェイにマーキュリーLN7で参戦し、1.1〜1.5リッターエンジン部門において8項目での最高速度記録を保持する。

### 配偶者
3度の結婚と2度の離婚をして、5人の子供がいる。
ジュディ・ヴァグナー (1969年-1978年 離婚)　子:デレク、ハイジ 
ハニー・ストラッサー (1980年-1982年 離婚)　子:ウェンディ
マリーン・ハーモン Marlena Harmon (1986年- ) 　子:チャド、ライアン

### シャロン・ケイ・ウィルコックス殺害事件
1966年、ワイオミング州ローリンズで、実姉のシャロンが夫に殺害されるという事件が発生した。
シャロン・ケイは母親と3人の子供がいる目の前で夫のジョー・エスキベルに撃ち殺された。計画的な犯行で第一級殺人罪による死刑が見込まれたが、7年に渡る裁判の結果、当時のエスキベルは精神薄弱状態で責任能力がなかったとされ無罪になった。担当したジェリー・スペンス弁護士は1970年代のカレン・シルクウッド事件でシルクウッドの遺族側を勝訴に導いたことで知られている。
エスキベルは判決から1年も経たない1974年、バーで乱闘騒ぎを起こし殴り殺された。

## フィルモグラフィ

### 主な映画
| 製作年 | 題名                                                            | 役柄                         | ジャンル   |
| ------ | --------------------------------------------------------------- | ---------------------------- | ---------- |
| 1971   | Mr. and Mrs. Bo Jo Jones                                        | Charlie Saunders             | テレビ映画 |
| 1975   | 脱走の谷/恐怖の人妻誘拐 Death Stalk                             | ロイ・ジョード               | テレビ映画 |
| 1976   | 大いなる決闘 The Last Hard Men                                  | シェルビー                   |            |
| 1985   | ダーティ・ヒーロー/地獄の勇者たち The Dirty Dozen: Next Mission | トミー・ウェルズ             |            |
| 1993   | ローデッド・ウェポン１ Loaded Weapon 1                          | ラリー・ウィルコックス       |            |
| 1995   | The Little CHP（Lil CHP）                                       | Officer Jon Baker            |            |
| 1998   | 帰ってきた!!白バイ野郎ジョン＆パンチ CHiPs '99                  | ジョナサン”ジョン”・ベイカー | テレビ映画 |

### 主なテレビドラマ
| 製作年    | 題名                                                                                | 役柄                                                           | ジャンル       |
| --------- | ----------------------------------------------------------------------------------- | -------------------------------------------------------------- | -------------- |
| 1971,1973 | 黒人教師ディックス Room 222                                                         | ブルーノ / デニー                                              | 2エピソード    |
| 1973      | 名犬ラッシー Lassie                                                                 | デイル・ミッチェル                                             | 1シーズン      |
| 1973      | ポリス・ストーリー Police Story                                                     | フレディ・アーチャー                                           | 1エピソード    |
| 1973      | 人気家族パートリッジ The Partridge Family                                           | フェーダー                                                     | 1エピソード    |
| 1973      | 探偵キャノン Cannon                                                                 | トレサイダー                                                   | 1エピソード    |
| 1973,1976 | サンフランシスコ捜査線 The Streets of San Francisco                                 | ジョージ・モーガン                                             | 2エピソード    |
| 1974      | ハワイ5-0 Hawaii5-0                                                                 | マイク                                                         | 1エピソード    |
| 1977      | マッシュ M*A*S*H                                                                    | ムリガン伍長                                                   | 1エピソード    |
| 1977-1982 | 白バイ野郎ジョン＆パンチ CHiPs                                                      | ジョナサン”ジョン”・ベイカー                                   | テレビシリーズ |
| 1980,1986 | ラブボート The Love Boat                                                            | ラリー・デイヴィス                                             | 2エピソード    |
| 1984      | 探偵ハード＆マック Hardcastle and McCormick                                         | E.J.コレット                                                   | 1エピソード    |
| 1986-1992 | ジェシカおばさんの事件簿 Murder, She Wrote                                          | フロイド・ビグロー デイヴ・ヘイスティングス ブーン・タルボット | 4エピソード    |
| 1987      | 探偵マイク・ハマー Mike Hammer                                                      | ソニー・ティモンズ                                             | 1エピソード    |
| 1988      | 新・弁護士ペリー・メイスン/疑惑の十八か月 Perry Mason: The Case of the Avenging Ace | ケヴィン・パークス中佐                                         | 1エピソード    |
| 1991      | 冒険野郎マクガイバー MacGyver                                                       | ミントン                                                       | 1エピソード    |
| 1998      | プロファイラー/心理分析官 Profiler                                                  | クラーク                                                       | 1エピソード    |
| 2009      | サーティー・ロック 30 Rock                                                          | ラリー・ウィルコックス                                         | 1エピソード    |

### 主な監督・プロデュース作品
| 製作年    | 題名                                                    |                        | ジャンル     |
| --------- | ------------------------------------------------------- | ---------------------- | ------------ |
| 1979,1980 | 白バイ野郎ジョン＆パンチ CHiPs                          | 監督                   | 2エピソード  |
| 1985-1992 | レイ・ブラッドベリＳＦ怪奇劇場 The Ray Bradbury Theater | 製作総指揮             | 64エピソード |
| 1995      | The Little CHP（Lil CHP）                               | 製作・監督・脚本・出演 | 映画         |
| 1998      | 帰ってきた!!白バイ野郎ジョン＆パンチ CHiPs '99          | 製作                   | テレビ映画   |

### 出展
1. ↑  “Larry Wilcox - CHiPs Wiki”. chips-tv.com. 2022年1月26日閲覧。
2. ↑  Sue (2015年8月12日). “Struggles” (英語). LarryWilcox.net. 2022年1月26日閲覧。
3. ↑  “Larry Wilcox - CHiPs Wiki”. chips-tv.com. 2022年1月26日閲覧。
4. ↑  “Shadow box”. marines.togetherweserved.com. 2024年4月5日閲覧。
5. ↑  Sue (2012年11月6日). “A 70’s Actor Looks Back on His Hardest and Proudest Role: Veteran” (英語). LarryWilcox.net. 2022年1月26日閲覧。
6. ↑   (日本語) Old Spice - with Larry Wilcox (Commercial, 1976) 2022年1月26日閲覧。
7. ↑  Zack, Ethan (2023年9月10日). “Why Did Larry Wilcox Leave CHiPs?” (英語). Looper. 2024年4月5日閲覧。
8. ↑  Sue (2011年12月12日). ““Ask Larry” December Edition” (英語). LarryWilcox.net. 2024年5月2日閲覧。
9. ↑  “Larry Wilcox”. IMDb. 2022年1月26日閲覧。
10. ↑   The Ray Bradbury Theater, Alberta Filmworks, Atlantis Films, Ellipse Animation, (1985-05-21) 2022年1月26日閲覧。
11. ↑  “Larry Wilcox - CHiPs Wiki”. chips-tv.com. 2022年1月26日閲覧。
12. ↑  “Larry Wilcox Agent | Speaker Fee | Booking Contact”. www-nopactalent-com.translate.goog. 2022年1月26日閲覧。
13. ↑  Daily (2011年1月28日). “ChiPs star Larry Wilcox avoids jail time after being convicted of fraud”. Mail Online. 2022年1月26日閲覧。
14. ↑  “Former "CHiPs" actor sentenced to probation in Fort Lauderdale” (英語). Sun Sentinel. 2022年1月26日閲覧。
15. ↑  Martinez, Edecio (2011年1月28日). “Larry Wilcox: "CHiPs" Star Sentenced to 3 Years Probation for Securities Fraud - CBS News” (英語). www.cbsnews.com. 2025年4月7日閲覧。
16. ↑  Daily (2011年1月28日). “ChiPs star Larry Wilcox avoids jail time after being convicted of fraud”. Mail Online. 2022年1月26日閲覧。
17. ↑  “Larry Wilcox” (英語). Military Wiki 2022年1月26日閲覧。
18. ↑  “'CHiPs' Star Escapes Jail Time For Penny-Stock Scam - Law360” (英語). www.law360.com. 2022年1月26日閲覧。
19. ↑  “What happened to Larry Wilcox, and why isn’t he in the new ‘CHIPS’ movie?” (英語). The Mercury News (2017年4月5日). 2022年1月26日閲覧。
20. ↑  “Larry Wilcox Net Worth 2021: Wiki, Married, Family, Wedding, Salary, Siblings” (英語). Net Worth Post (2021年11月20日). 2022年1月26日閲覧。
21. ↑  “14 Things You Might Not Know About 'Chips'” (英語). Go Social. 2022年1月26日閲覧。
22. ↑  Koehl, Victoria (2021年3月8日). “Did 'CHiPs' Stars Erik Estrada and Larry Wilcox Get Along? The Answer Isn't So Simple” (英語). Showbiz Cheat Sheet. 2022年1月26日閲覧。
23. ↑  Koehl, Victoria (2021年3月8日). “Did 'CHiPs' Stars Erik Estrada and Larry Wilcox Get Along? The Answer Isn't So Simple” (英語). Showbiz Cheat Sheet. 2022年1月26日閲覧。
24. ↑  Nast, Condé (2017年3月23日). “Why Dax Shepard Turned CHiPS into an R-Rated Comedy” (英語). Vanity Fair. 2022年1月26日閲覧。
25. ↑  “‘CHiPs’ vs. ‘CHIPS’: TV fans poised to hate movie” (英語). The Columbian. 2022年1月26日閲覧。
26. ↑  Hunt, Stacey Wilson. “Larry Wilcox Gets Candid About Why He Isn’t in the New CHiPs Movie” (英語). Vulture. 2022年1月26日閲覧。
27. ↑  “LarryWilcox.net” (英語). LarryWilcox.net. 2022年1月26日閲覧。
28. ↑  “1979 – Chips – La Cinq” (フランス語). OLDSCHOOL BMX FRANCE. 2022年1月26日閲覧。
29. ↑  “Larry Wilcox: Life Beyond "CHiPs" | BoomerMagazine.com” (英語). Boomer Magazine (2018年7月5日). 2022年1月26日閲覧。
30. ↑  “Sharon Kay Wilcox”. geni_family_tree. 2022年1月26日閲覧。
31. ↑  “Gerry Spence | Jackson Hole, Wyoming”. gerryspence.com. 2022年1月26日閲覧。
32. ↑  “Joe Dario Esquibel (1943-1974) - Find A Grave...” (英語). www.findagrave.com. 2022年1月26日閲覧。